# Oratorio di San Bartolomeo (Bordighera)
L'oratorio di San Bartolomeo è un luogo di culto cattolico situato nel comune di Bordighera, in via dei Bastioni, in provincia di Imperia. L'edificio è situato a breve distanza dalla chiesa parrocchiale di Santa Maria Maddalena.

## Storia e descrizione

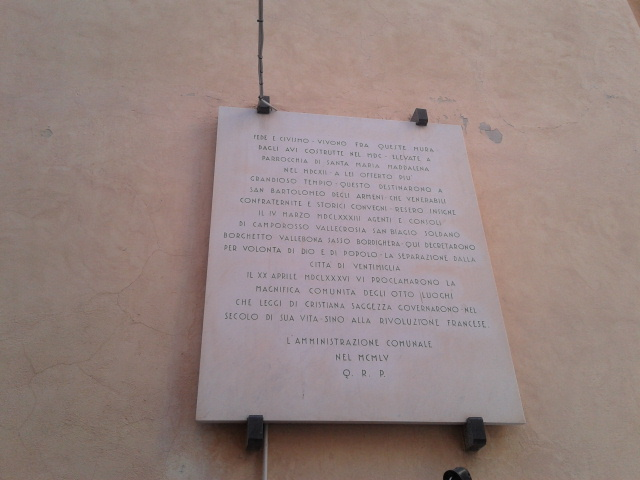
La lapide che ricorda la riunione dei centri che andarono a costituire, nel 1673, la Magnifica Comunità degli Otto Luoghi

La struttura, intitolata a san Bartolomeo, fu eretta nel corso del XV secolo nel centro storico adiacente alla chiesa di Santa Maria Maddalena. L'oratorio subì varie modifiche, di cui la più significativa quella del 1670. Si tratta di un unico ambiente rettangolare impreziosito da un organo di pregio acquistato nel 1804 presso l'organista di Oneglia Luigi Niggi. Sui quattro muri del locale si trovano quattro statue che rappresentano i quattro dottori della Chiesa: Ambrogio, Gregorio, Agostino e Girolamo. L'autore è incerto, potrebbe trattarsi di Pietro Notari o di Pietro Lucchesi.
In fondo alla sala, sull'altare si trova la statua lignea di San Bartolomeo, realizzata dal genovese Agostino Vignola nel 1865. Alle spalle si può ammirare un quadro del settecento La Vergine con il bambino, san Giovannino, san Bartolomeo e san Benedetto. Ai lati vi sono due scene della Vita di san Bartolomeo, e sulla volta una grande immagine del santo dipinta dal pittore romano Ernesto Sprega nel 1892. Sprega era conosciuto all'epoca per aver lavorato alla cappella palatina del palazzo Grimaldi di Monaco, dedicata a san Giovanni Battista.
L'oratorio è celebre, come documenta una lapide posta sulla facciata, per la riunione del 3 marzo 1673 dei rappresentanti dei borghi di Camporosso, Vallecrosia, San Biagio, Soldano, Borghetto San Nicolò, Vallebona, Sasso e Bordighera che decretò la separazione da Ventimiglia e l'istituzione della Magnifica Comunità degli Otto Luoghi.